# Hosszú csápú tőrösmolyfélék

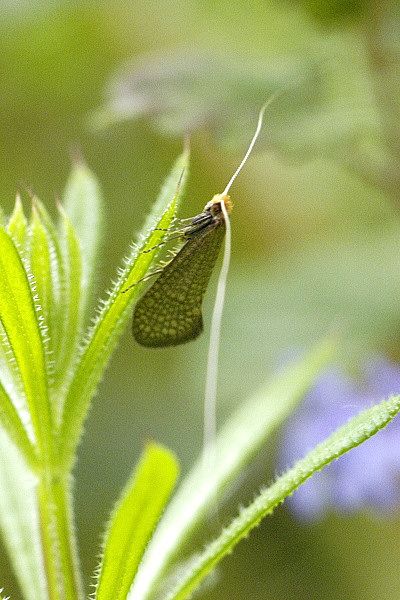
Nematopogon adansoniella az Ardennekben

A hosszú csápú tőrösmolyfélék (Adelidae) családját a valódi lepkék alrendjének Heteroneura alrendágába soroljuk. A hagyományos felosztás szerint – amint erre nevük is utal – a molylepkék (Microlepidoptera) közé tartoznak.

## Származásuk, elterjedésük
Ezeket a viszonylag nagy termetű molylepkéket szerte a Földön megtalálhatjuk; hazánkban harminc fajuk él.

## Életmódjuk, élőhelyük
Hernyóik fiatal korukban aknáznak, később száraz növényi részekből zsákot szőnek, és abból táplálkoznak.

## Rendszertani felosztásuk a hazai fajokkal
A családot két alcsaládra és további 13, alcsaládba be nem sorolt nemre bontják:
- Adelinae alcsalád 3 nemmel:
  - Adela
    - díszes tőrösmoly (Adela croesella Scopoli, 1763 avagy Adela podaella L., 1767) – Magyarországon általánosan elterjedt (Fazekas, 2001; Buschmann, 2003; Mészáros, 2005; Pastorális, 2011; Pastorális & Szeőke, 2011);
    - aranyszájú tőrösmoly (Adela cuprella Denis & Schiffermüller, 1775) – hazánkban szórványos (Pastorális, 2011);
    - aranyfoltú tőrösmoly (Adela mazzolella. A. reskovitsiella Hb., 1801)– Magyarországon sokfelé előfordul (Pastorális, 2011; Pastorális & Szeőke, 2011);
    - smaragdfényű tőrösmoly (Adela reaumurella, A. viridella L., 1758) – Magyarországon általánosan elterjedt (Horváth, 1997; Fazekas, 2001; Buschmann, 2003; Pastorális, 2011; Pastorális & Szeőke, 2011);
    - ibolyafényű tőrösmoly (Adela violella Denis & Schiffermüller, 1775) – Magyarországon általánosan elterjedt (Fazekas, 2001; Buschmann, 2003; Pastorális, 2011; Pastorális & Szeőke, 2011);

  - Cauchas
    - Cauchas breviantennella – Horváth (1997) szerint a Szigetközben megtalálható; ezt Pastorális (2011) nem erősíti meg.
    - aranyfényű tőrösmoly (Cauchas fibulella Denis & Schiffermüller, 1775)– Magyarországon sokfelé előfordul (Fazekas, 2001; Buschmann, 2003; Pastorális, 2011; Pastorális & Szeőke, 2011);
    - aranybarna tőrösmoly (Fazekas, 2001; Buschmann, 2003; Cauchas leucocerella Scopoli, 1763)– Magyarországon sokfelé előfordul (Pastorális, 2011; Pastorális & Szeőke, 2011);
    - patinafényű tőrösmoly (Cauchas rufimitrella, C. uhrik-meszarosiella Scopoli, 1763) – Magyarországon általánosan elterjedt (Fazekas, 2001; Buschmann, 2003; Pastorális, 2011; Pastorális & Szeőke, 2011);
    - vörös homlokú tőrösmoly (Cauchas rufifrontella Treitschke, 1833)– Magyarországon sokfelé előfordul (Fazekas, 2001; Pastorális, 2011);

  - Nemophora
    - lucfenyő-tőrösmoly (Nemophora associatella Zeller, 1839) – hazánkban szórványos (Pastorális, 2011);
    - rézszínű tőrösmoly (Nemophora cupriacella Hb., 1819) – Magyarországon sokfelé előfordul (Buschmann, 2003; Pastorális, 2011; Pastorális & Szeőke, 2011);
    - pompás tőrösmoly (Nemophora degeerella L., 1758) – Magyarországon általánosan elterjedt (Fazekas, 2001; Buschmann, 2003; Pastorális, 2011; Pastorális & Szeőke, 2011);
    - balkáni tőrösmoly (Nemophora dumerilella Duponchel, 1839) – hazánkban szórványos (Pastorális, 2011; Pastorális & Szeőke, 2011);
    - feketesávú tőrösmoly (Nemophora fasciella Fabricius, 1775); Pastorális & Szeőke, 2011) – hazánkban szórványos (Fazekas, 2001; Pastorális, 2011);
    - fémszínű tőrösmoly (Nemophora metallica, Adela metallica, N. scabiosella Poda) – Közép-Európában elterjedt. Megnyúlt szárnyai zöldessárgák, ragyogó fényesek. Hernyói néhány levéldarabkából összeszőtt zsákokban fejlődnek. – Magyarországon általánosan elterjedt (Fazekas, 2001; Buschmann, 2003; Pastorális, 2011; Pastorális & Szeőke, 2011);
    - ördögszem-tőrösmoly (Nemophora minimella Denis & Schiffermüller, 1775) – Magyarországon többfelé előfordul (Pastorális, 2011; Pastorális & Szeőke, 2011);
    - bíborsávos tőrösmoly (Nemophora mollella Hb., 1813) – hazánkban szórványos (Pastorális, 2011);
    - jegenyefenyő-tőrösmoly (Nemophora ochsenheimerella Hb., 1813) – hazánkban szórványos (Pastorális, 2011);
    - cifra tőrösmoly (Nemophora pfeifferella Hb., 1813) – Magyarországon többfelé előfordul (Pastorális, 2011);
    - aranysárga tőrösmoly (Nemophora prodigellus, N. auricellus Zeller, 1853) – Magyarországon többfelé előfordul (Fazekas, 2001; Pastorális, 2011; Pastorális & Szeőke, 2011));
    - levantei tőrösmoly (Nemophora raddaella, N. latreillella Hb., 1793) – hazánkban többfelé előfordul (Fazekas, 2001; Buschmann, 2003; Pastorális, 2011);
    - vastag csápú tőrösmoly (Nemophora violellus, N. violaria (Herrich-Schäffer in Stainton, 1851) – hazánkban szórványos (Pastorális, 2011);
- bajszosmolyformák (Nematopogoninae) alcsalád 2 nemmel:
  - Ceromitia – magyarországi fajai nincsenek
  - bajszosmoly (Nematopogon)
    - gyűrűscsápú bajszosmoly (Nematopogon adansoniella, N. panzerella Villers, 1789) – Magyarországon általánosan elterjedt (Fazekas, 2001; Pastorális, 2011);
    - mocsári bajszosmoly (Nematopogon metaxella Hb., 1813) – hazánkban sokfelé előfordul (Fazekas, 2001; Buschmann, 2003; Pastorális, 2011; Pastorális & Szeőke, 2011);
    - hegyi bajszosmoly (Nematopogon pilella Denis & Schiffermüller, 1775) – Magyarországon általánosan elterjedt (Buschmann, 2003; Pastorális, 2011; Pastorális & Szeőke, 2011);
    - fenyvesjáró bajszosmoly (Nematopogon robertella, pilulella (Clerck, 1759) – hazánkban többfelé előfordul (Pastorális, 2011);
    - déli bajszosmoly (Nematopogon schwarziellus Zeller, 1839) – hazánkban többfelé előfordul (Buschmann, 2003; Pastorális, 2011);
    - nagy bajszosmoly (Nematopogon swammerdamella L., 1758) – Magyarországon általánosan elterjedt (Fazekas, 2001; Buschmann, 2003; Pastorális, 2011; Pastorális & Szeőke, 2011);
- alcsaládba be nem sorolt nemek:
  - Agisana
  - Chalceopla
  - Dicte
  - Epityphia
  - Exorectis
  - Haplotypa
  - Nemotois
  - Scaeotes
  - Subclemensia
  - Trichofrons
  - Trichorrhabda
  - Ucetia
  - Ulometra